# Мочище (станция, Новосибирская область)
Мочи́ще — станция в Новосибирском районе Новосибирской области России. Административный центр Станционного сельсовета.

## География
Площадь станции — 224 гектаров.

## Население
| 2002 | 2007  | 2010  | 2021  |
| ---- | ----- | ----- | ----- |
| 3357 | ↗3610 | ↗3698 | ↘3589 |

## Инфраструктура
По данным на 2007 год на станции функционирует одно учреждение здравоохранения и одно учреждение образования.
К востоку от станции располагается одноимённый аэродром.

## Фотографии

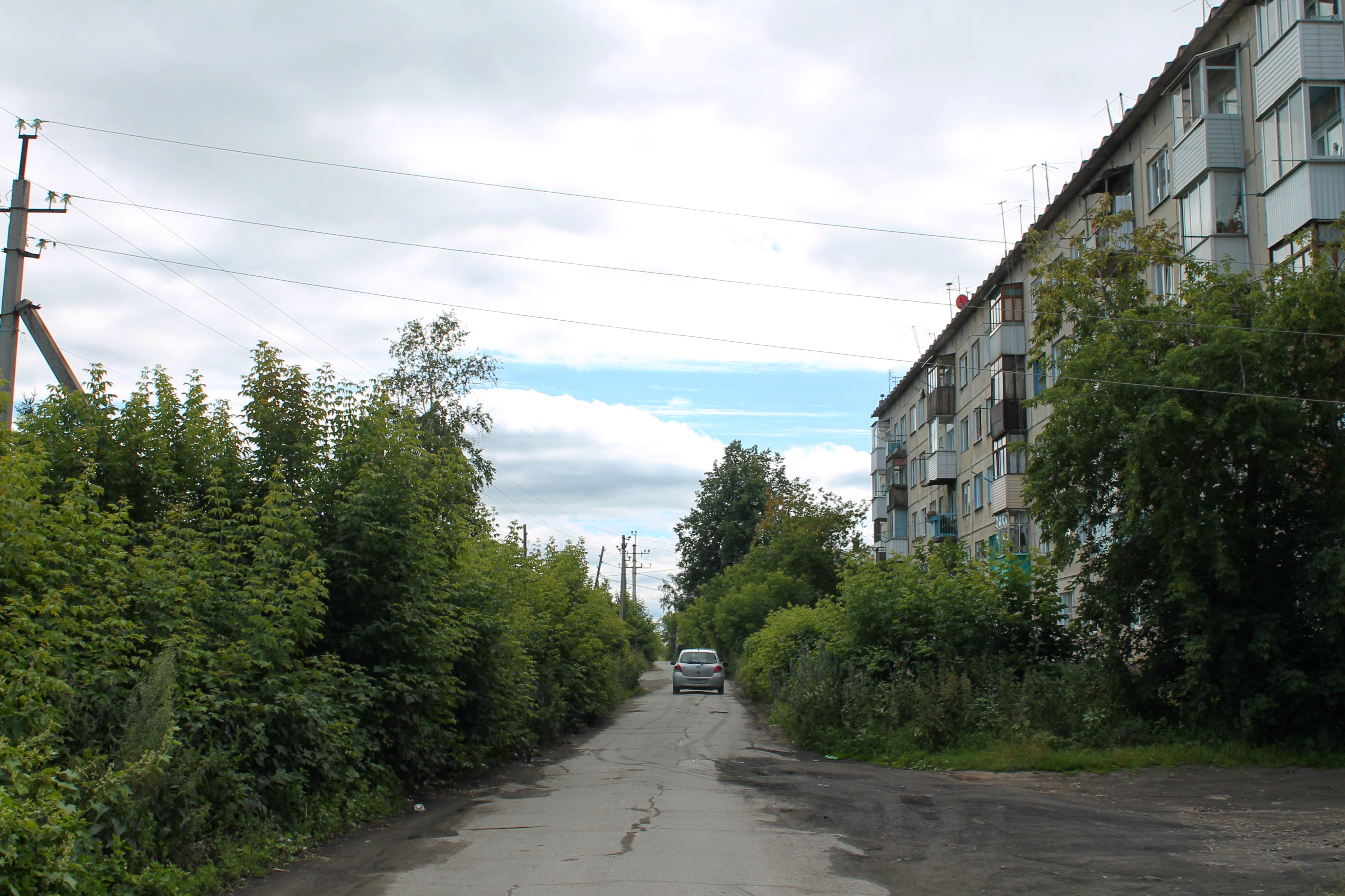
Жилой дом на улице Космонавтов
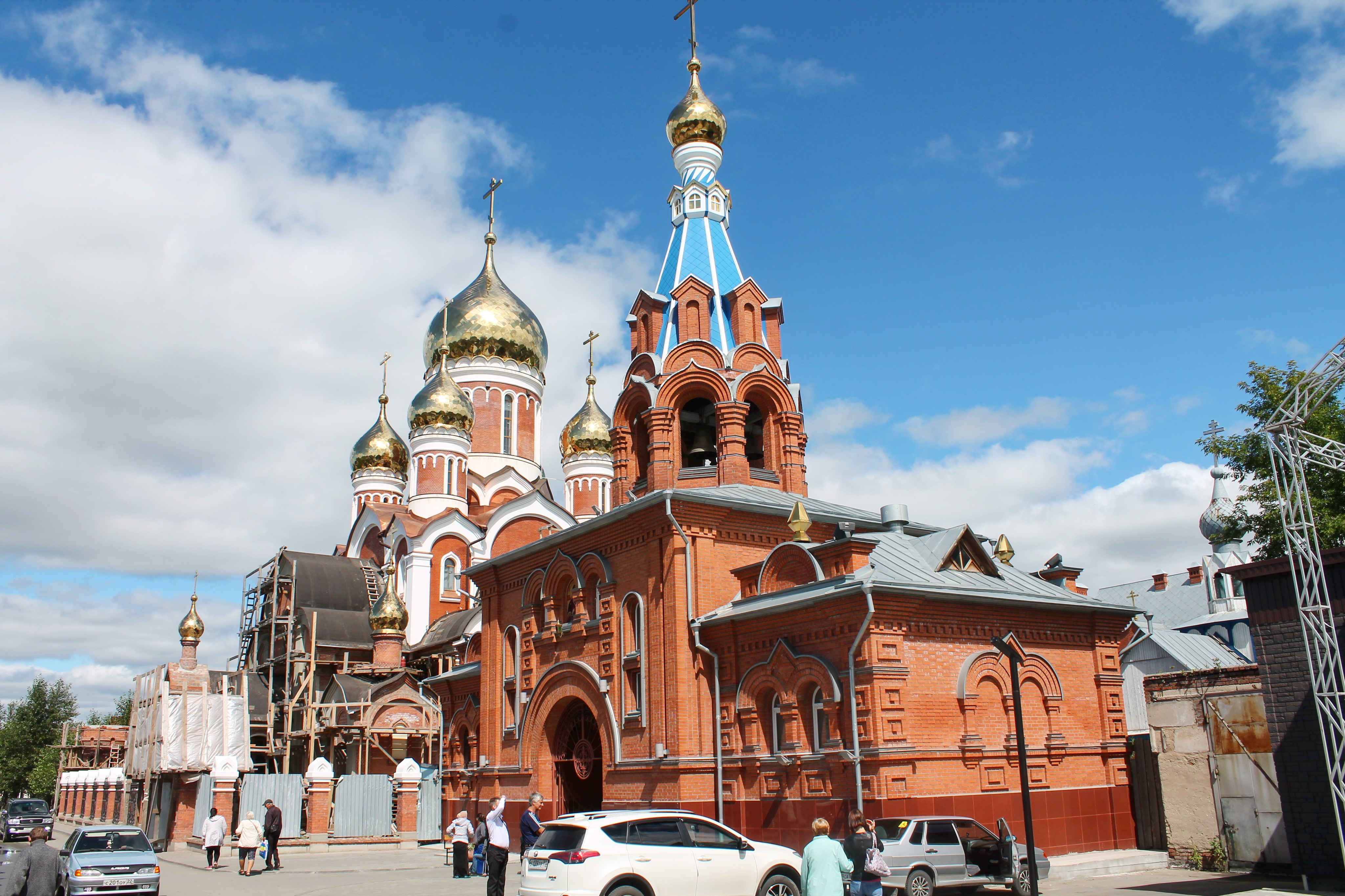
Храм
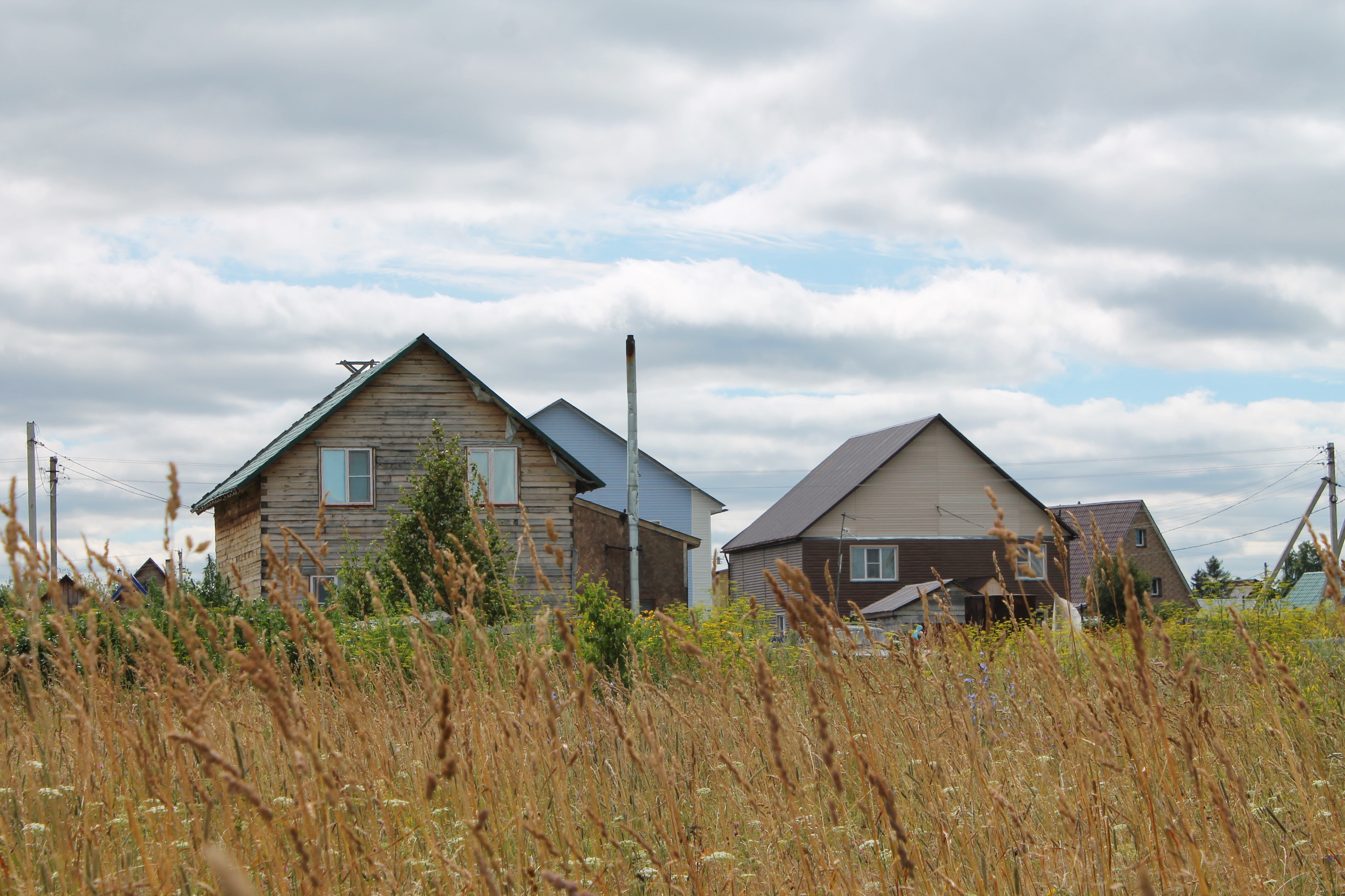
Окраина станции